# Antonio Muñoz (político peruano)
Antonio Muñoz fue un político peruano. 
Fue miembro del Congreso General Constituyente de 1827 por la provincia de Abancay. Dicho congreso constituyente fue el que elaboró la segunda constitución política del país.